# Sede da Sabedoria

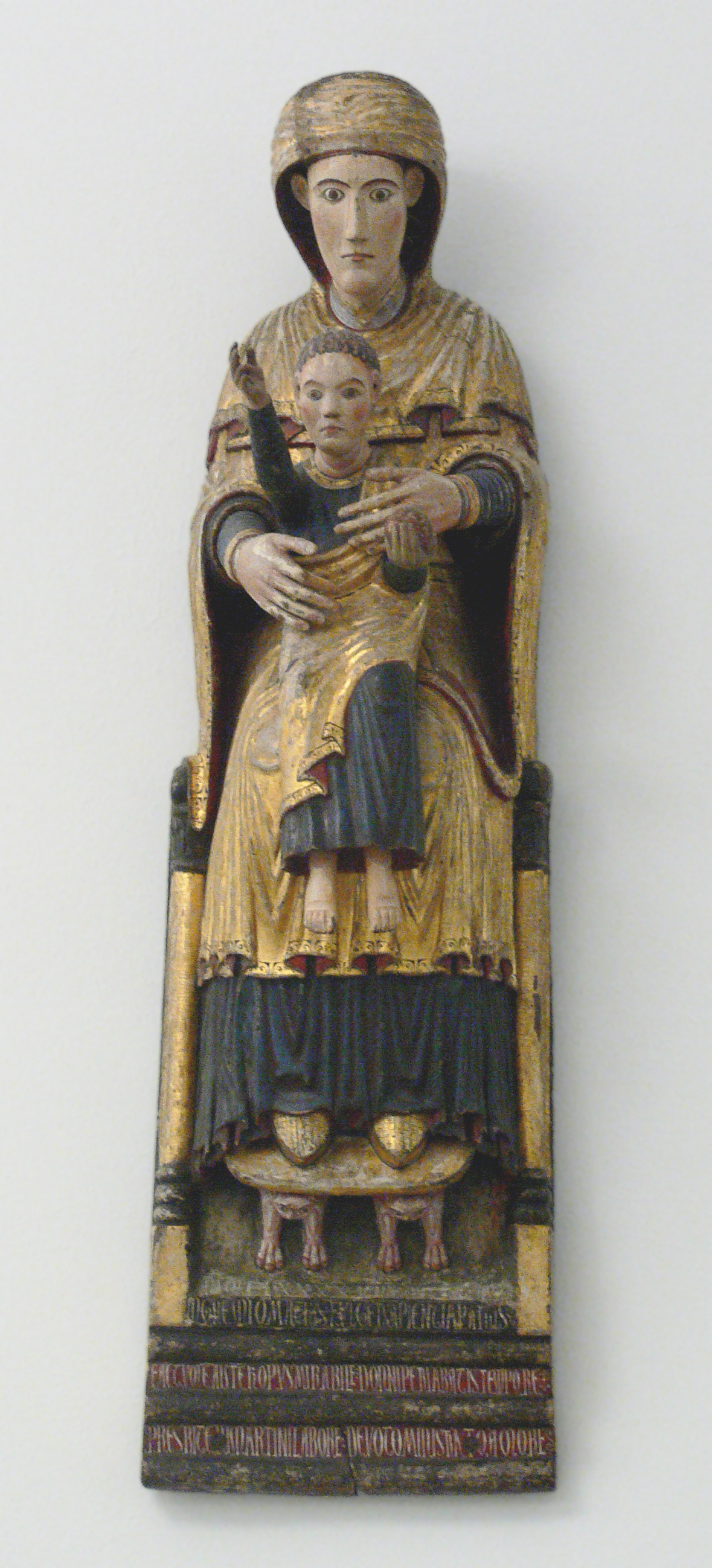
Uma estátua do século XII na Catedral de Sansepolcro, Itália

Selo da Universidade de Munique

Na tradição católica romana, " Sede da Sabedoria " ou " Trono da Sabedoria " (traduzindo em latim sedes sapientiae) é um dos muitos títulos devocionais de Maria, a Mãe de Deus, evocado, inclusive na Ladainha Lauretana. Nos ícones e esculturas da "Sede da Sabedoria", Maria está sentada em um trono com o Menino Jesus no colo. Para as representações icônicas mais domésticas e íntimas de Maria com o menino Jesus em seu colo, consulte Madona e o Menino. A Igreja Católica Romana homenageia Maria, Sede da Sabedoria, com um dia de festa em 8 de junho.
O título e as imagens associadas a ele ocasionalmente também são encontrados na tradição protestante; por exemplo, o Merton College, Oxford encomendou uma estátua de "Nossa Senhora, Trono da Sabedoria" para sua capela em 2014.

## História
Na liturgia, Maria tem sido associada aos textos sapienciais usados nas missas marianas desde pelo menos o século VIII. A invocação, "Sede da Sabedoria", teve origem no século XI. Posteriormente, passou a fazer parte da Ladainha de Loreto.

## Em arte

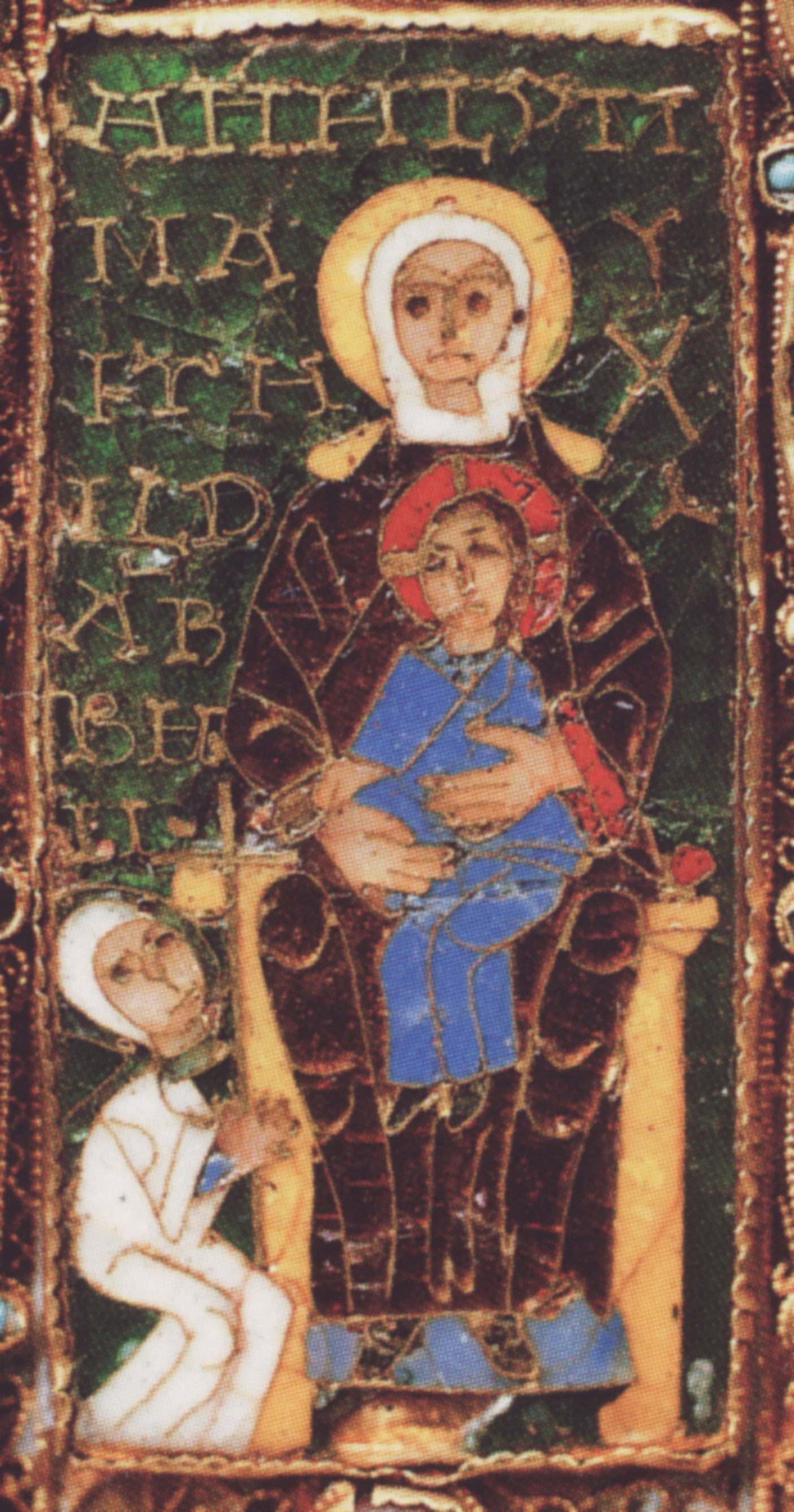
Placa de esmalte na Cruz processional de Mathilde, mostrando a imagem do doador junto com Maria, Sede da Sabedoria.

Este tipo de imagem da Madona é baseado no protótipo bizantino do Chora tou Achoretou ("Recipiente do Incontentável"), um epíteto mencionado no Hino Acatista e presente no Oriente grego no início do século 11, quando o bizantino-inspirados esmaltes foram feitos na Alemanha para a Cruz de Mathilde. O tipo apareceu em uma ampla gama de imagens escultóricas e, posteriormente, pintadas na Europa Ocidental, especialmente por volta de 1200. Nessas representações, alguns elementos estruturais do trono aparecem invariavelmente, mesmo que apenas apoios para as mãos e pernas dianteiras. Para fins hieráticos, os pés da Virgem costumam repousar em um banquinho baixo. Mais tarde, as esculturas góticas do tipo são mais explicitamente identificáveis com o Trono de Salomão, onde: "... dois leões estavam, um em cada mão. E doze leões pequenos estavam nos seis degraus de um lado e do outro. "
O ícone Sedes sapientiae também apareceu em manuscritos iluminados e afrescos e mosaicos românicos, e foi representado em selos. O ícone possui, além disso, componentes verbais emblemáticos: a Virgem como o Trono da Sabedoria é um tropo de Damiani ou Guibert de Nogent, com base em sua interpretação tipológica da passagem dos Livros dos Reis, que descreve o trono de Salomão (I Reis 10 : 18-20, repetido em II Crônicas 9: 17-19). Isso foi muito usado na pintura dos primeiros holandeses em obras como Lucca Madonna, de Jan van Eyck.

## Outros usos

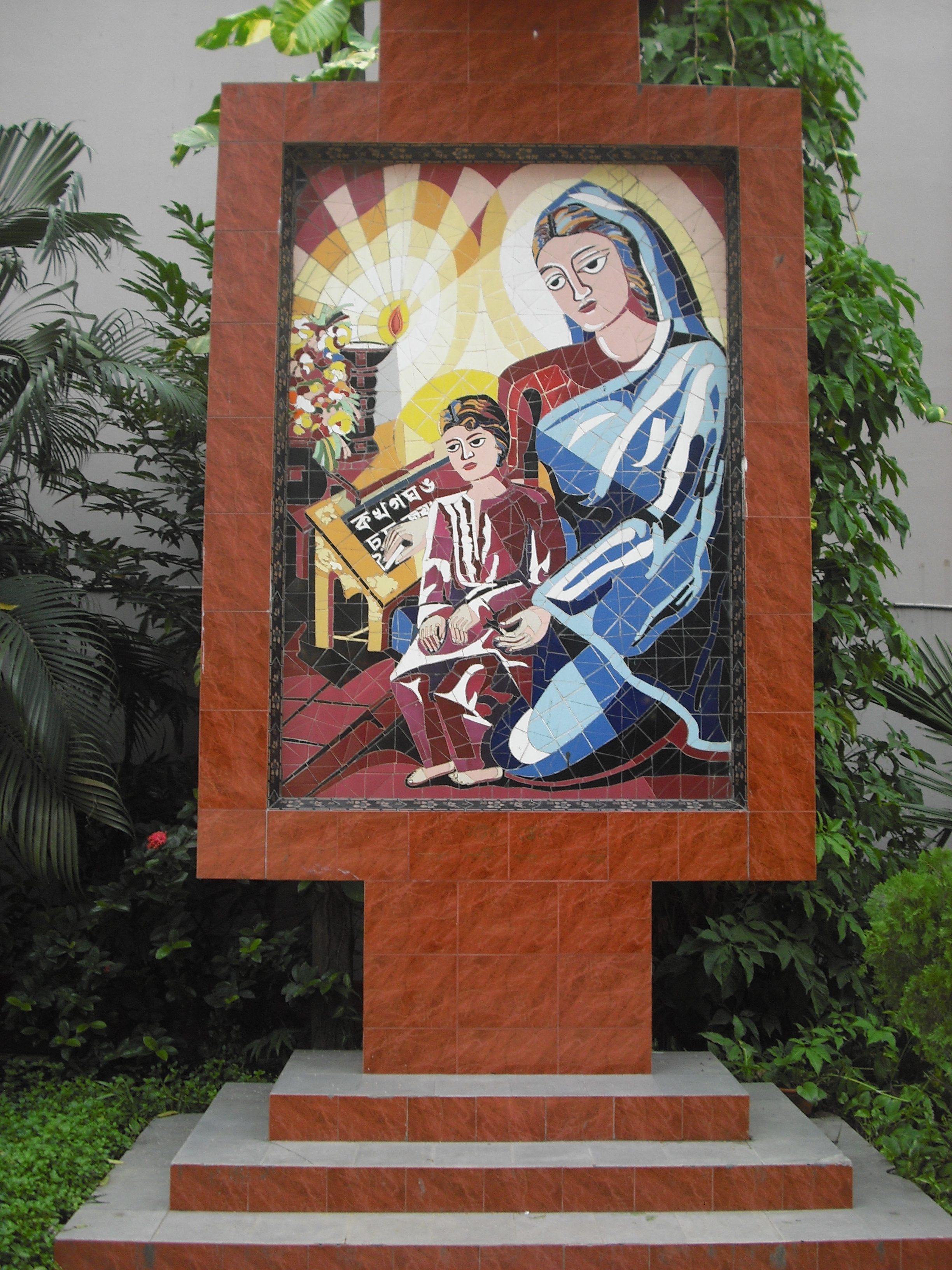
Colagem de Mata Mary no Notre Dame College, Dhaka, simbolizando a Sede da Sabedoria

Nos tempos modernos, sedes sapientiae é, por exemplo, o lema da Universidade Católica de Lovaina (aqui um jogo de palavras, uma vez que a própria universidade é um importante centro de aprendizagem nos Países Baixos). Em 1999, o Notre Dame College em Dhaka criou uma colagem de Mata Mary ( Mãe Maria, em bengali:  মাতা মেরি; o nome comum pelo qual o colégio é conhecido como) onde Maria é mostrada como a Sede da Sabedoria. Em setembro de 2000, no encerramento do Ano do Jubileu, o Papa João Paulo II encarregou o artista jesuíta esloveno Marko Ivan Rupnik de criar em mosaico um ícone da Virgem sedes sapientiae para as universidades católicas do mundo; desde então, ela foi aprovada com reverência entre as instituições católicas em várias nações.